# Ваниль и шоколад
Вани́ль и шокола́д (итал. Vaniglia e cioccolato) — итальянский драматический фильм режиссёра Чиро Ипполито. Премьера в Италии состоялась 11 февраля 2004 года.

## Сюжет
Главные герои фильма — любящие супруги: Пенелопа (для друзей Пепе) и её неверный муж Андреа. Когда Пепе узнает об очередной измене Андреа, она принимает решение оставить его и их троих детей.
Отъезд Пепе повергает Андрея в шок, он сталкивается с бытовыми проблемами, которыми раньше просто не интересовался. В результате он начинает понимать свою жену и ревновать к появившемуся у неё любовнику.

## В ролях
- Мария Грация Кучинотта
- Алессандро Прециози
- Хоакин Кортес
- Роберта Алиберти
- Серра Йилмаз
- Эрнесто Махье
- Даниель Протано
- Памела Саино
- Личиния Лентини